# Takahashi Kenji (1985)
Kenji Takahashi (sinh ngày 1 tháng 1 năm 1985) là một cầu thủ bóng đá người Nhật Bản.

## Sự nghiệp câu lạc bộ
Kenji Takahashi đã từng chơi cho Tokushima Vortis.